# Indonesian Aerospace N-219
O Indonesian Aerospace N-219 é um avião em projeto de transporte leve, desenhado pela Indonesian Aerospace para missões multiúso em áreas remotas.

## Projeto e Desenvolvimento
O N-219 foi desenvolvido a partir do CASA C-212 Aviocar e, como ele, é também fabricado todo em metal. Alega-se que ele terá o maior volume de cabine de sua categoria, com um sistema de porta flexível que permitirá missões multiúso para transportar passageiros e carga. O N-219 foi projetado para obedecer a FAR 23 (aeronaves de transporte regional) e era prevista sua certificação em 2013, com as primeiras entregas marcadas para 2014. As certificações em outros países seriam buscadas posteriormente. A previsão de custo inicial era de US$4 milhões cada, enquanto o investimento previsto para o desenvolvimento era cerca de US$30 milhões para 15 aeronaves.
Em Junho de 2011, O Ministro da Indústria solicitou que o governo da Indonésia auxiliasse em Rp.59 bilhões (US$6.9M) para finalizar o protótipo do N-219. Budi Darmadi, indicou que acreditava que a aeronave tinha um bom potencial de mercado, devido à idade da maior parte das aeronaves de sua categoria.
A companhia recebera um pedido de 20 unidades N-219 da Merpati Nusantara Airlines a fim de substituir suas aeronaves mais antigas, como o De Havilland Canada DHC-6 Twin Otter, com entregas previstas para 2015. O mercado total do N-219 foi previsto como sendo 97 aeronaves civis e 57 militares. Em Agosto de 2013, a companhia anunciou que havia recebido um pedido de 100 aeronaves da Lion Air para entrega em 2016.